# 2022年FIBA男子アジアカップ
2022年FIBA男子アジアカップ (FIBA Asia Cup 2022) はインドネシアのジャカルタで2022年7月12日から7月24日にかけて開催される。インドネシアでは1993年大会以来2度目の開催。
当初は2021年8月3日から15日の間に行われる予定だったが、コロナパンデミックのため8月17日から29日まで延期された。後に再び2022年7月に延期された。
オーストラリアが2連覇を達成。レバノンが6大会ぶりに同国最高タイの準優勝。ニュージーランドが初の3位。MVPは大会得点王のワエル・アラクジ（レバノン）が受賞。

## 会場
| ジャカルタ                     | Jakarta2022年FIBA男子アジアカップ (インドネシア) |
| イストラ・ゲロラ・ブン・カルノ | Jakarta2022年FIBA男子アジアカップ (インドネシア) |
|                                | Jakarta2022年FIBA男子アジアカップ (インドネシア) |
| Capacity: 7,166                | Jakarta2022年FIBA男子アジアカップ (インドネシア) |

## 大会方式
16チームを4つのグループに分け、総当たりリーグ戦を行う。1位チームは準々決勝に進出。2位チームは3位チームとプレイオフを行い、勝者が準々決勝に進出する。

## 本大会出場チーム
本大会出場枠は16。開催国のインドネシアは開催国枠で出場権を獲得。予選大会は2018年2月23日に開始。グループAからFまで4チームずつ6組のグループに分かれて試合を行い、上位2チームが本大会出場権を得た。残る出場3枠は、予選各グループの3位チームを2つのグループ（グループG、H）に分けて試合を行い、上位チームが出場権を得る。
今大会の出場権を獲得したチームには、2023年FIBAバスケットボール・ワールドカップのアジア・オセアニア予選の出場権も付与される。2023年ワールドカップ共同開催国のフィリピンと日本は開催国枠でのワールドカップ本大会出場権が確定しているが、同じく共同開催国のインドネシアは2021FIBAアジアカップ本大会で8位以上の成績を残すことが開催国枠付与の条件となっている。
| チーム               | 予選      | 出場回数 | 直近の出場 | 本大会最高成績 |
| -------------------- | --------- | -------- | ---------- | -------------- |
| インドネシア         | 開催国    | 18回目   | 2011       | 4位            |
| フィリピン           | グループA | 28回目   | 2017       | 優勝           |
| 韓国                 | グループA | 30回目   | 2017       | 優勝           |
| 中華人民共和国       | グループB | 23回目   | 2017       | 優勝           |
| 日本                 | グループB | 29回目   | 2017       | 優勝           |
| オーストラリア       | グループC | 2回目    | 2017       | 優勝           |
| ニュージーランド     | グループC | 2回目    | 2017       | 4位            |
| レバノン             | グループD | 10回目   | 2017       | 準優勝         |
| バーレーン           | グループD | 9回目    | 2013       | 10位           |
| イラン               | グループE | 18回目   | 2017       | 優勝           |
| シリア               | グループE | 7回目    | 2017       | 4位            |
| カザフスタン         | グループF | 10回目   | 2017       | 4位            |
| ヨルダン             | グループF | 16回目   | 2017       | 準優勝         |
| チャイニーズタイペイ | グループG | 25回目   | 2017       | 準優勝         |
| サウジアラビア       | グループH | 9回目    | 2013       | 3位            |
| インド               | グループH | 25回目   | 2017       | 4位            |

## 組分抽選
抽選は2021年12月8日に行われる予定だったが、インドネシアによるCOVID-19パンデミック関連の旅行制限により延期された。シードは2022年2月15日に発表され、抽選は2月18日に行われた。ホストのインドネシアはグループを選択する権利を有していた。
| Team             | Pos |
| ---------------- | --- |
| オーストラリア   | 3   |
| イラン           | 23  |
| ニュージーランド | 27  |
| 中華人民共和国   | 29  |

| Team       | Pos |
| ---------- | --- |
| 韓国       | 30  |
| フィリピン | 33  |
| 日本       | 37  |
| ヨルダン   | 39  |

| Team                 | Pos |
| -------------------- | --- |
| レバノン             | 55  |
| チャイニーズタイペイ | 66  |
| カザフスタン         | 70  |
| サウジアラビア       | 79  |

| Team         | Pos |
| ------------ | --- |
| インド       | 80  |
| シリア       | 85  |
| インドネシア | 91  |
| バーレーン   | 104 |

| グループA                                                   | グループB                                                   | グループC                               | グループD                                           |
| ----------------------------------------------------------- | ----------------------------------------------------------- | --------------------------------------- | --------------------------------------------------- |
| オーストラリア · ヨルダン · サウジアラビア · インドネシア · | 中華人民共和国 · 韓国 · チャイニーズタイペイ · バーレーン · | イラン · 日本 · カザフスタン · シリア · | ニュージーランド · フィリピン · インド · レバノン · |

## 最終順位
| Rank | Team                 | Record |
| ---- | -------------------- | ------ |
| 1    | オーストラリア       | 6–0    |
| 2    | レバノン             | 5–1    |
| 3    | ニュージーランド     | 5–2    |
| 4    | ヨルダン             | 4–3    |
| 5    | イラン               | 3–1    |
| 6    | 韓国                 | 3–1    |
| 7    | 日本                 | 3–2    |
| 8    | 中華人民共和国       | 3–2    |
| 9    | フィリピン           | 1–3    |
| 10   | チャイニーズタイペイ | 1–3    |
| 11   | インドネシア         | 1–3    |
| 12   | シリア               | 1–3    |
| 13   | バーレーン           | 0–3    |
| 14   | サウジアラビア       | 0–3    |
| 15   | カザフスタン         | 0–3    |
| 16   | インド               | 0–3    |